# Transmisor de Nador
El Transmisor de Nador es la instalación principal de transmisión de onda larga y onda corta para la Radio Medi 1, una emisora privada del país africano de Marruecos. Se encuentra aproximadamente a 18 kilómetros al sur de la ciudad de Nador, a pocos kilómetros al sur de Selouane en las coordenadas 35 ° 2'29 "N y 2 ° 55'7" O. Es también el transmisor de FM para la región de Nador en 99,9 MHz.
El transmisor de onda larga de la instalación de Nador, que funciona a 171 kHz, tenía originalmente una potencia de transmisión de 2.000 kilovatios. Después de 2009, el equipo original fue reemplazado por un nuevo conjunto de transmisores de estado sólido Thomson Broadcast S7HP con una potencia de 1600 kW. Este proyecto de modernización incorporó una renovación de los tres mástiles arriostrados, cada uno de 380 metros de altura, por lo que son las estructuras más altas de África después de la demolición del Sistema de Navegación OMEGA en Paynesville, Liberia, en 2011.